# ایستگاه راه‌آهن کاونتری
ایستگاه راه‌آهن کاونتری (انگلیسی: Coventry railway station) یک ایستگاه راه‌آهن در شهر کاونتری، انگلستان است.
این ایستگاه که در سال ۱۸۳۸ تأسیس شده جزئی از خط اصلی ساحل غربی است.

## نگارخانه

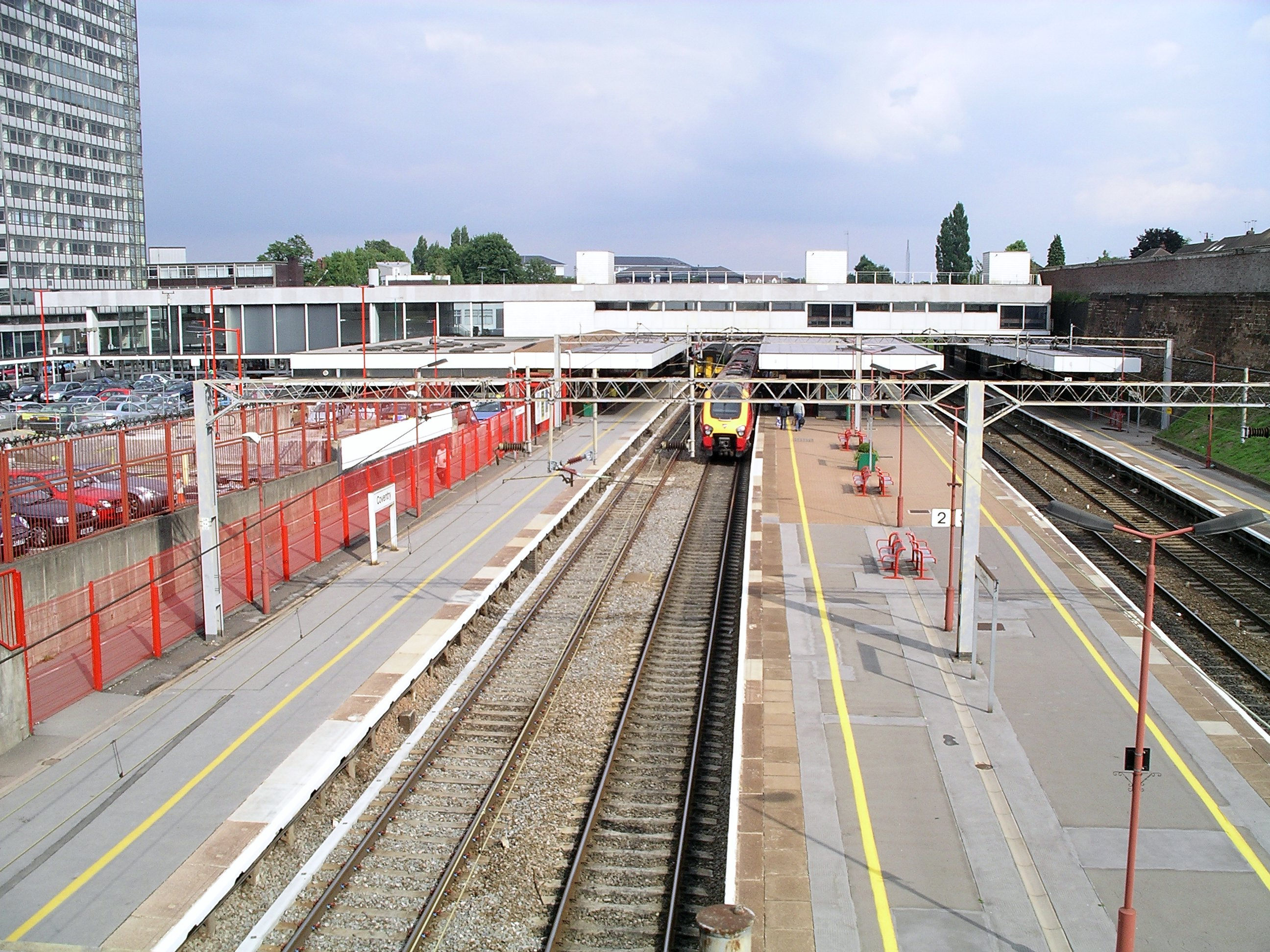
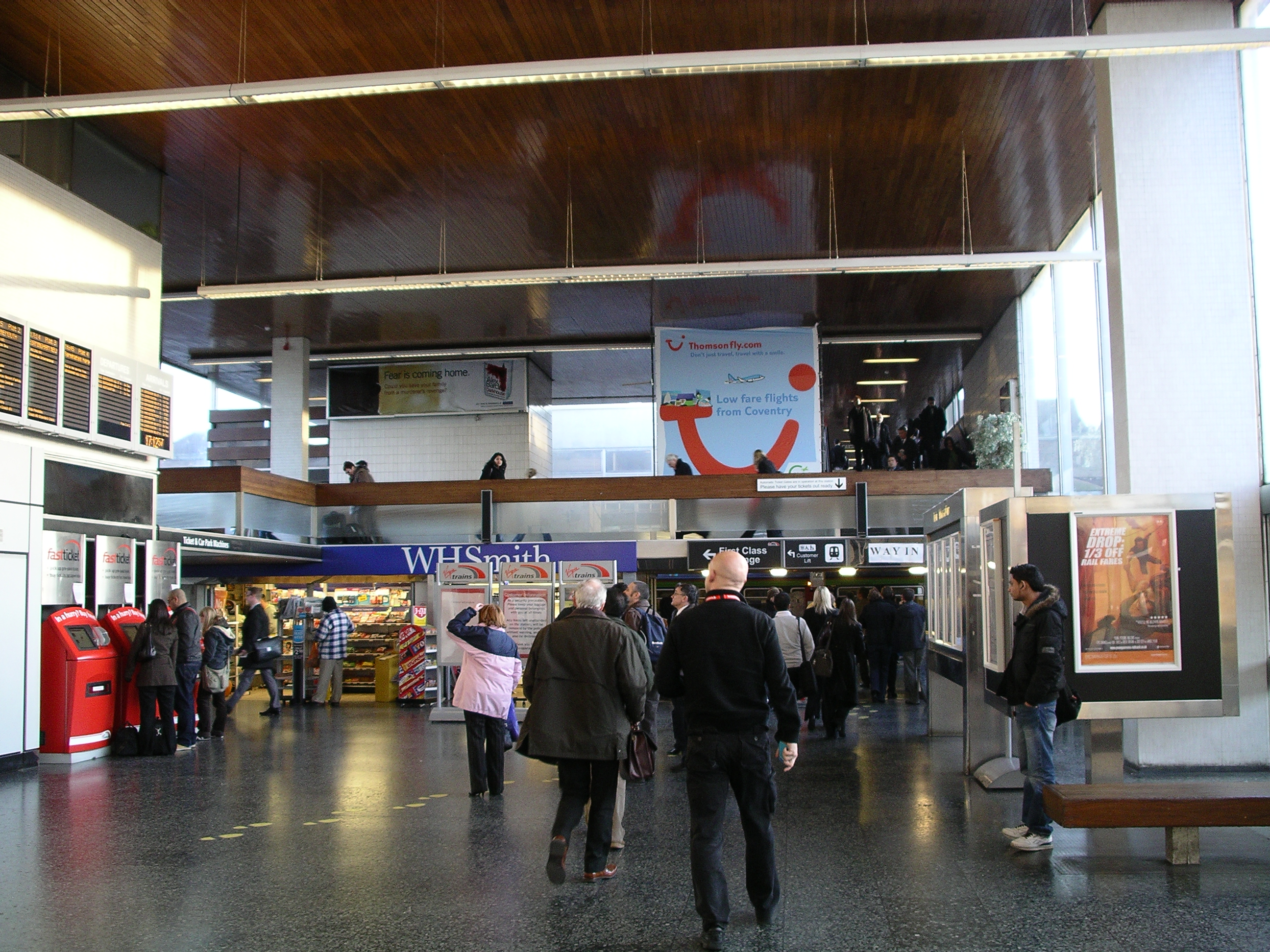
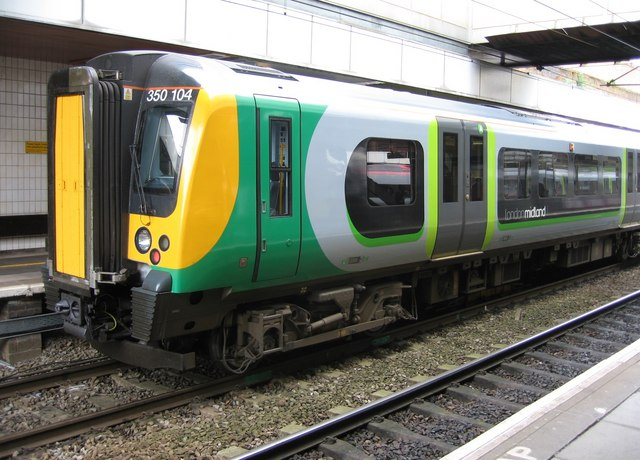
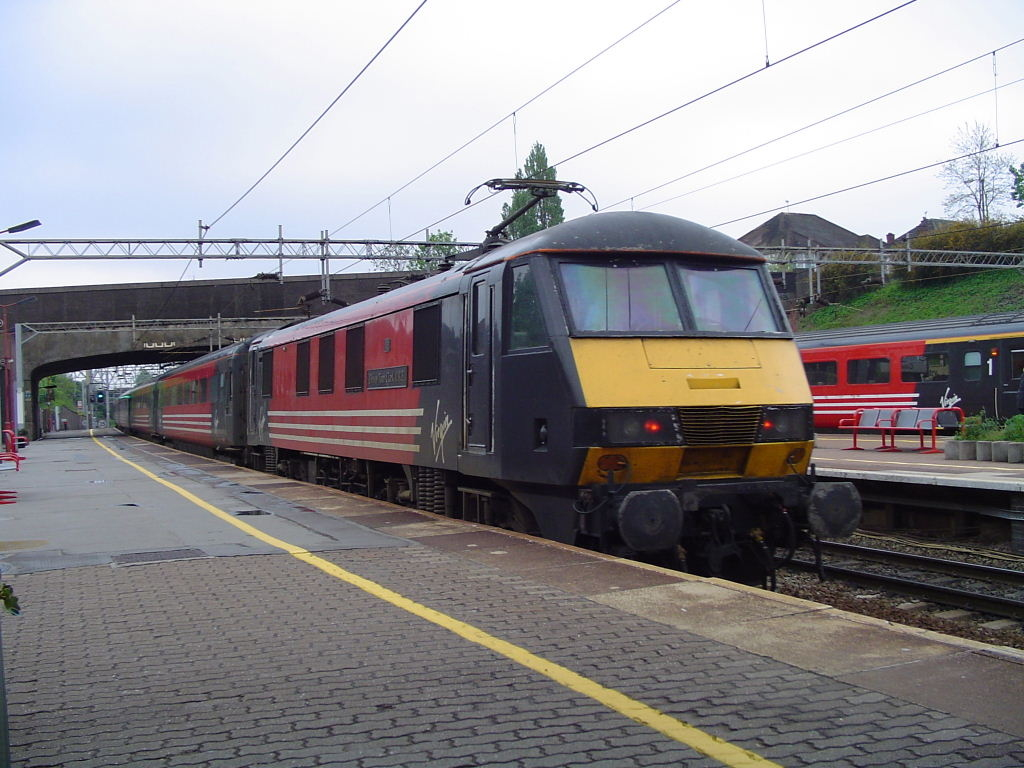
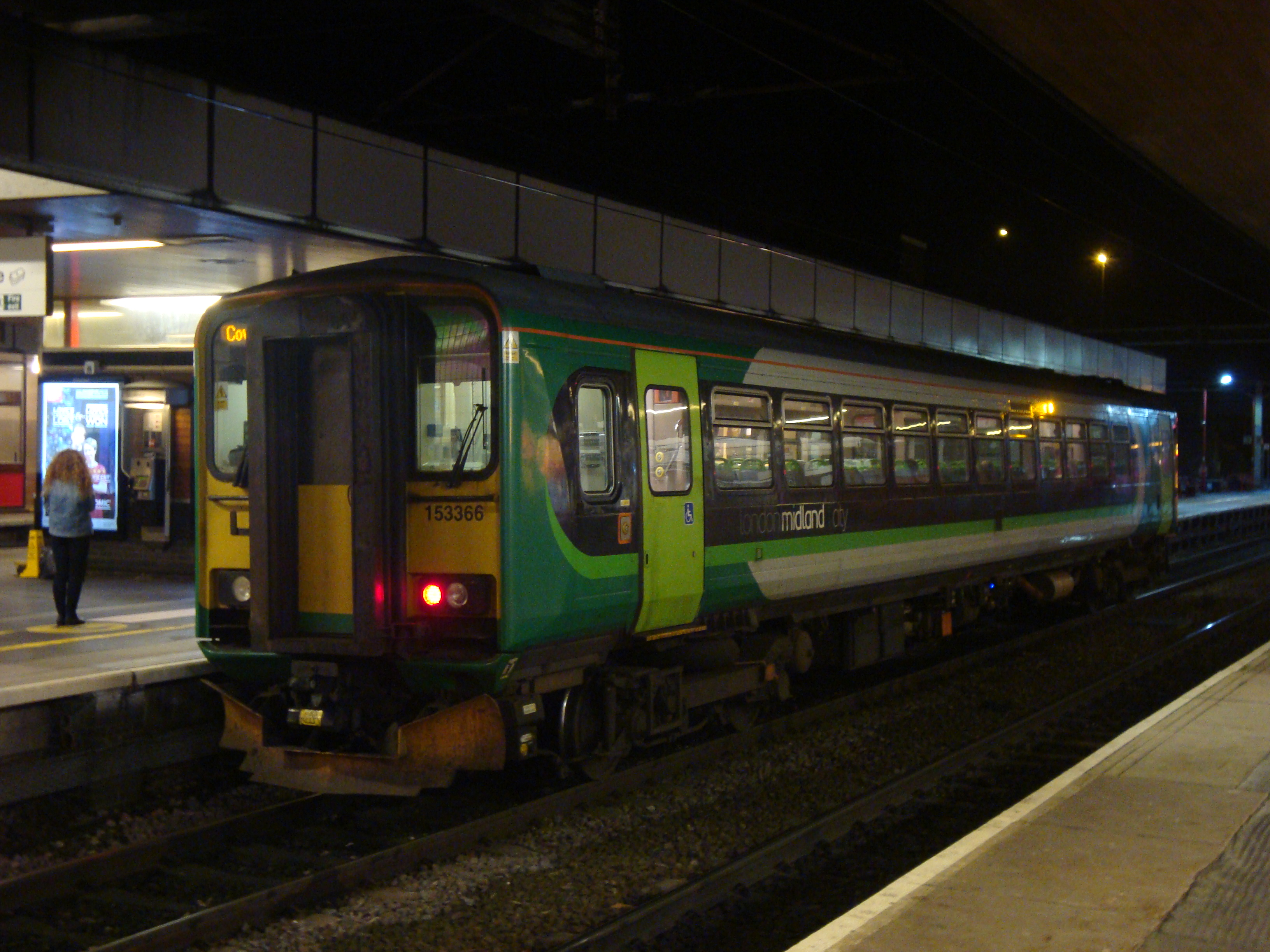